# 須磨海岸

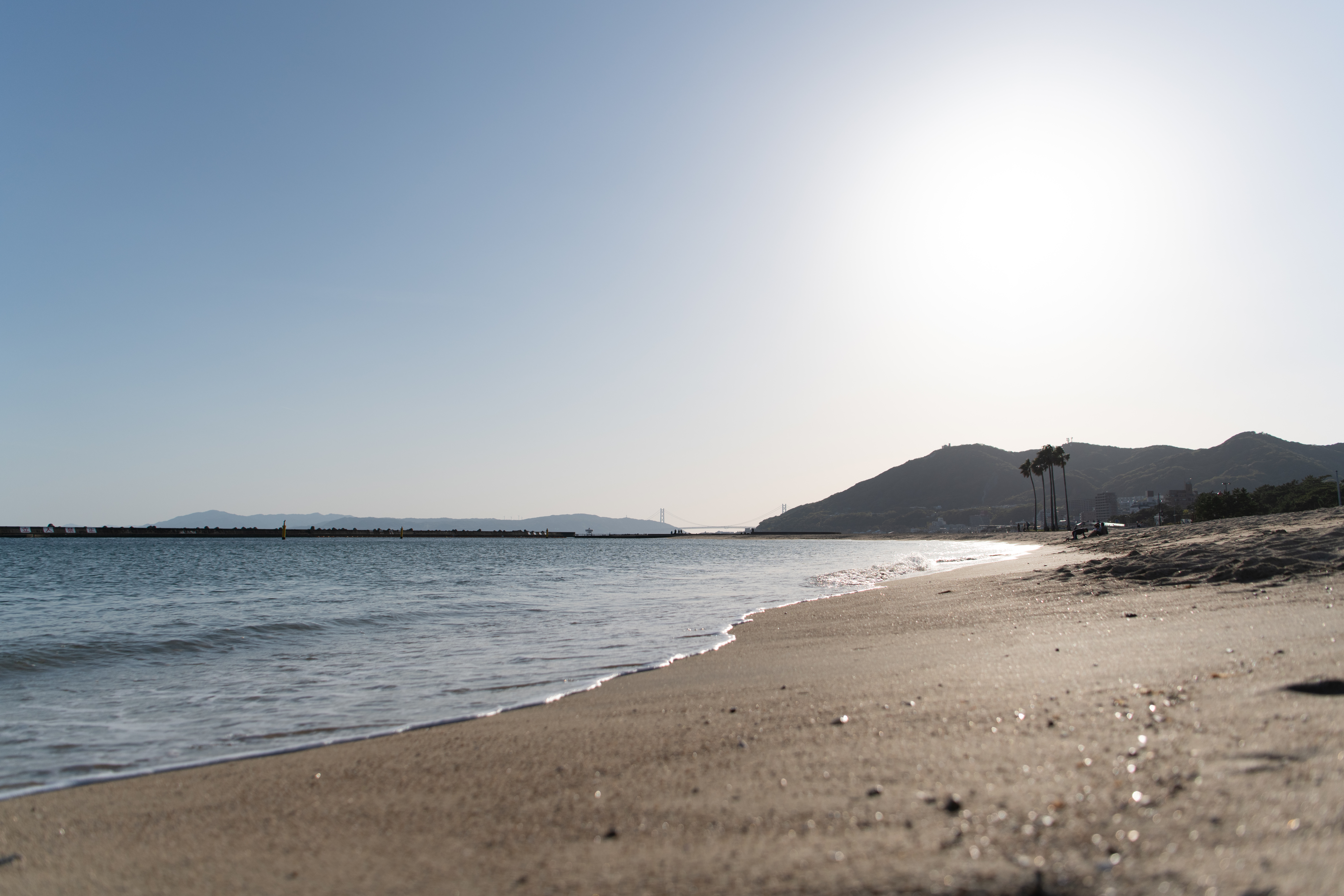
須磨海岸

須磨海岸（すまかいがん）は、兵庫県神戸市須磨区にある海岸、景勝地。
阪神間唯一の自然海岸であり、古来より白砂青松の美しい砂浜を持つ海岸として有名である。域内の須磨海水浴場は阪神間で最大の海水浴場として知られる。

## 概要
神戸市の「須磨海岸を守り育てる条例」等においては、若宮町1丁目の神戸市立須磨ヨットハーバー西端から、須磨区最西端の境川口左岸にかけての海浜部の区域が条例の規制範囲である「須磨海岸」とされる。
若宮町からJR須磨駅前にかけての約1.8㎞にわたる砂浜は須磨海水浴場として、夏期を中心として多くの海水浴客で賑わう。一般に「須磨海岸」といえばこの海水浴場を指すことが多い。須磨駅より西に行くにつれて砂浜の区域が極端に狭くなり、遊泳客よりも海釣り客の姿が目立つようになる。山陽電鉄須磨浦公園駅前の神戸市立須磨海づり公園(休止中)は初心者から上級者まで釣り愛好家で賑わう。
海岸一帯はみなとオアシスとして登録していて、海岸および周辺施設を一体的な交流拠点エリアとして、みなとオアシス須磨として登録している。また隣接する須磨ヨットハーバーはこうべすま海の駅として海の駅に登録している。
須磨海岸の美しさは他地方にも波及しており、宮城県東松島市にある野蒜駅（JR東日本仙石線）は、駅前にある野蒜（のびる）海岸を当地にあやかり、海岸の最寄駅を東北須磨駅と名乗っていた時期がある。広島県呉市仁方町戸田には、安芸の小須磨と呼ばれる海岸があり、その名は「呉八景」の一つとして数えられている。

## 須磨海岸を守り育てる条例
夏季を中心として、マナーが守られず生活・憩いの場としての環境が損なわれる事例がたびたび発生し、また、海水浴客の風紀の乱れも指摘されてきたことから、神戸市は2008年4月1日に「須磨海岸を守り育てる条例」を施行し、須磨海岸での騒音発生や花火の使用を禁止した。その後も度々条例の改正がなされ、規制の強化や違反者からの過料の徴収等がなされている。
条例は、歴史的文化的な景勝の地である須磨海岸が市民の憩いの場、海水浴客のにぎわいの場等として利用されてきたことにかんがみ、須磨海岸の利用について、市、市民その他の来訪者及び事業者（以下「市民等」という。）の責務を明らかにするとともに、須磨海岸の利用及びその港湾施設の管理運営に関し必要な事項を定めることにより、利用の適正化を図るとともに、須磨海岸の健全化を推進し、市民等が愛着を持ち、安全に安心して利用することができる須磨海岸とすることを目的とする（第1条）。
現行の規制は以下の通り（最終改正2024年4月1日）。
禁止事項
- 騒音の発生（午前9時~午後9時は70db超、午後9時~午前9時は60db超。拡声器・音響再生装置・電子楽器は時間帯を問わず使用禁止）
- 花火の使用（午後9時までは、柄付の安全な花火（線香花火等）に限り可能）
- 車両の乗り入れ（二輪125cc以下の原動機付自転車をのぞく。ただし遊歩道・広場は原付であっても通行不可。原付扱いとされる電動キックボード、モペッド、電動一輪車・二輪車についても同じ。）
- 遊歩道における他の利用者へ危険を及ぼす可能性のある用具での通行（スケートボード、キックボード、ローラースケート、ローラーブレード、馬車）
- 水上オートバイ等のプレジャーボートの使用（遊泳区域への乗入れは海水浴場開設期間のみ。ただし海岸等利用者に危険を及ぼす行為については通年）
- 指定喫煙場所以外での喫煙
- 区域内の緑地及び海浜を汚損し、損傷し、又は滅失させること（ゴミや空き缶のポイ捨て等）
- 竹木の伐採・植物の採取
- たき火、又は火気を使用する調理器具の使用（バーベキュー等。ただし海の家をのぞく）
- もり、やすその他これらに類する漁具の携行
- 入れ墨・乱暴な言動で、他の者に不安・畏怖・困惑をあたえ、他の者の海岸利用を妨げること
- その他市長が海岸の管理運営上支障があると認める行為（重量に関わらず、ドローンやラジコン等の無人航空機・模型航空機の使用等）

市は、海岸の良好な環境の保全、海岸周辺の事業活動及び生活環境に対する影響への配慮並びに海岸における事故その他の危険の発生の防止に関し、必要な施策を実施しなければならない（第4条）。市民等は、他の利用者の海岸の利用の妨げとならないよう配慮して海岸を利用するとともに、海岸の美化その他の良好な環境の保全に積極的に努めなければならない。市民等は、第1条の目的を達成するために、市が実施する施策に協力する責務を有する（第5条）。